# Béisbol en los Juegos Asiáticos
El Béisbol en los Juegos Asiáticos se disputó por primera vez en la edición de 1994 en Hiroshima, Japón, y se ha celebrado continuamente desde entonces.
Corea del Sur es el más ganador con 4 medallas de oro hasta el momento.

## Ediciones
| Año  | Sede      |               | Medalla de Oro | Medalla de Oro | Medalla de Oro |             | Medalla de Bronce | Medalla de Bronce | Medalla de Bronce |
| Año  | Sede      | Oro           | Marcador       | Plata          | Bronce         | Marcador    | 4º Lugar          |                   |                   |
| 1994 | Hiroshima | Japón         | 6–5            | Corea del Sur  | China Taipéi   | 9–4         | China             |                   |                   |
| 1998 | Bangkok   | Corea del Sur | 13–1 (F/7)     | Japón          | China-Taipéi   | 10–6        | China             |                   |                   |
| 2002 | Busan     | Corea del Sur | 4–3            | China-Taipéi   | Japón          | 7–4         | China             |                   |                   |
| 2006 | Doha      | China-Taipéi  | No playoffs    | Japón          | Corea del Sur  | No playoffs | China             |                   |                   |
| 2010 | Guangzhou | Corea del Sur | 9–3            | China-Taipéi   | Japón          | 6–2         | China             |                   |                   |
| 2014 | Incheon   | Corea del Sur | 6–3            | China-Taipéi   | Japón          | 10–0 (F/7)  | China             |                   |                   |

## Medallero
| Pos.  | País               | Oro | Plata | Bronce | Total |
| ----- | ------------------ | --- | ----- | ------ | ----- |
| 1     | Corea del Sur      | 4   | 1     | 1      | 6     |
| 2     | República de China | 1   | 3     | 2      | 6     |
| 3     | Japón              | 1   | 2     | 3      | 6     |
| Total | Total              | 6   | 6     | 6      | 18    |